# Khosravān-e Soflá
Khosravān-e Soflá (persiska: خسروان سفلی) är en ort i Iran.   Den ligger i provinsen Markazi, i den centrala delen av landet, 190 km sydväst om huvudstaden Teheran. Khosravān-e Soflá ligger 1 977 meter över havet och antalet invånare är 157.
Terrängen runt Khosravān-e Soflá är platt åt sydväst, men åt nordost är den kuperad.Runt Khosravān-e Soflá är det glesbefolkat, med 20 invånare per kvadratkilometer. Närmaste större samhälle är Farmahīn, 15,6 km söder om Khosravān-e Soflá. Trakten runt Khosravān-e Soflá består i huvudsak av gräsmarker.